# Älpelekopf
Älpelekopf es una montaña con una altitud de 1606 metros en los Alpes. Älpelekopf tiene un pico secundario situado en una cresta que se extiende al suroeste de Riffenkopf a Schrofen punto en el cual la cresta cae abruptamente.
Las ramificaciones que conectan Riffenkopf, Hahnenkopf y Wannenkopf formar un anillo alrededor de valle Gerstruber Älpeles.